# واپس‌کشی مالی
واپَس‌کِشی مالی (انگلیسی: Fiscal drag) به پدیده‌ای در اقتصاد اشاره دارد که در آن تورم یا افزایش حقوق باعث می‌شود افراد یا شرکت‌ها به طبقات مالیاتی بالاتر منتقل شوند و در نتیجه درصد بیشتری از درآمد خود را به عنوان مالیات بپردازند، حتی اگر قدرت خرید واقعی آنها افزایش نیافته باشد. این پدیده می‌تواند باعث کاهش انگیزه برای کار و سرمایه‌گذاری شود و در نتیجه رشد اقتصادی را کُند کند.
برای مثال، فرض کنید فردی در یک سال حقوقی معادل ۵۰ میلیون تومان دارد و در طبقه مالیاتی ۱۵٪ قرار می‌گیرد. اگر در سال بعد، به دلیل تورم ۱۰٪، حقوق او به ۵۵ میلیون تومان افزایش یابد، ممکن است به طبقه مالیاتی ۲۰٪ منتقل شود. در این صورت، حتی با وجود افزایش حقوق، او در واقعیت درآمد بیشتری ندارد زیرا درصد بیشتری از درآمد خود را به عنوان مالیات می‌پردازد.
واپس‌کشی مالی می‌تواند به عنوان یک ابزار سیاست مالی توسط دولت‌ها برای افزایش درآمد مالیاتی بدون افزایش صریح نرخ‌های مالیاتی استفاده شود. با این حال، این پدیده می‌تواند اثرات منفی بر اقتصاد داشته باشد و به همین دلیل، برخی از کشورها اقداماتی را برای کاهش یا جلوگیری از آن انجام می‌دهند، مانند تعدیل منظم طبقات مالیاتی با توجه به تورم.